# جيش دمبلدور
جيش دمبلدور (بالإنجليزية : Dumbledore's Army اختصارا D.A) جماعة أسسها هاري بوتر في عامه الخامس بهوغوورتس.
وقد أسسها لتعليم الدفاع ضد السحر الأسود عمليا كبديل لحصص دلوريس أمبريدج التي تعتمد على الأسلوب النظري في تعليمها وكان هاري هو المعلم بعدما رشحه رون ويزلي وهرمايني جرينجر
استمرت الدروس حتى قُبض عليهم في حجرة المتطلبات بعد أن وشت بهم صديقة تشو تشانج وكانت وسيلة التواصل هي جاليون (عملة في عالم السحرة) متحول صنعته هيرمايني لتتحول أرقامه لتاريخ اللقاء بتعويذة سهلة ويشعر حامله بسخونته أثناء التحول ليلاحظ تغير التاريخ.

## أعضاء جيش دمبلدور
يتكون جيش دمبلدور من عدد من طلاب منزل غريفندور وهافلباف ورافنكلو، وقد تم استثناء طلاب سيلذرين تماما ولم يتم دعوة أي عضو منهم للانضمام إلى الجماعة وقد أستانف الجيش عمله في الجزء السابع بعد أن أصبح سناب مدير المدرسة وهرب هاري بوتر ورون وهرمايني للتمرد على سناب والاخوان كارو وقاده نيفيل لونغبوتم وجيني ويزلي ولونا لوفجود وبعد اختطاف لونا في القطار على يد اكلي الموت وعدم عودة جيني إلى المدرسة أصبح نيفيل هو القائد وبقى لقائهم في غرفة الطلب ووسيلة الاتصال هي الجالونات ولن يكون معهم جورج وفريد ويزلي بسبب تخرجهم
يتكون الجيش من خمس وعشرين طالب تقريبا وهم :
1. هاري بوتر
2. هيرمايني جرينجر
3. رون ويزلي
4. جيني ويزلي
5. نيفيل لونغبوتوم
6. تشو تشانغ
7. لونا لوفجود
8. جورج ويزلي
9. فريد ويزلي
10. هانا أبوت
11. لافندر براون
12. كاتي بيل
13. سوزان بونز
14. تيري بوت
15. مايكل كورنر
16. كولين كيرفي
17. دينس كيرفي
18. بادما باتيل
19. بارافاتي باتيل
20. دين توماس
21. أنجلينا جونسون
22. لي جوردان
23. جستن فينش-فليتشلي
24. إيرني ماكميلان
25. أليسا سبينت
26. أنتوني جولدستن
27. شيموس فينجان
28. ماريتا اديكومب / Marietta Edgecombe
29. زيكاريس سميث / Zacharias Smith